# Amietophrynus chudeaui
Amietophrynus chudeaui är en groddjursart som först beskrevs av Paul Chabanaud 1919.  Amietophrynus chudeaui ingår i släktet Amietophrynus och familjen paddor. IUCN kategoriserar arten globalt som otillräckligt studerad. Inga underarter finns listade i Catalogue of Life.